# Josephus Nicolaus Laurenti
Josephus Nicolaus Laurenti (4 de desembre de 1735 - 17 de febrer de 1805) va ser un metge i naturalista austríac. Laurenti és considerat el primer autor de classe Reptilia pel seu tractat Specimen medicum, exhibens Synopsin Reptilium Emendatam cum Experimentis circa venena (1768) sobre la funció del verí en els rèptils i amfibis. Aquest important llibre sobre l'herpetologia, va definir una trenta gèneres de rèptils, mentre que la 10a edició de Systema Naturae, de Carl Linnaeus, publicada en 1758 havia definit sols deu genera. En 1768, Laurenti també va publicar Proteus anguinus, un manuscrit en italià sobre l'Olm.